# El cerco de Massilia
El cerco de Massilia: el séptimo caso de Gordiano el Sabueso (título original en inglés, Last Seen in Massilia) es una novela histórica obra del autor estadounidense Steven Saylor, publicada por primera vez por St. Martin's Press en 2000. Es el octavo libro en su serie Roma Sub Rosa de historias de misterio, ambientada en las décadas finales de la República romana. El personaje principal es el detective romano Gordiano el Sabueso.

## Sinopsis
Ambientada en el año 49 a. C., la guerra civil ha estallado en la República romana, entre Julio César y Pompeyo. Un ejército de César está asediando la colonia griega de Massilia, en la Galia -actual Marsella-, que se ha mostrado partidaria de Pompeyo. Mientras tanto, Gordiano el Sabueso está desesperado por entrar a la ciudad para encontrar a su hijo Metón, secretario de César, que ha desaparecido en Massilia y a quien se considera muerto. Una vez dentro de la ciudad, Gordiano debe resolver el asesinato de una mujer.